# カノジョになりたい君と僕
『カノジョになりたい君と僕』（カノジョになりたいきみとぼく）は、たかせうみによる恋愛漫画。トランスジェンダーの男子高校生幼馴染として育った女子高校生を主人公とした作品で、2018年7月24日より2020年8月18日までコミックスマートが運営するウェブコミック配信サイト『GANMA!』にて毎週火曜日更新で連載された。単行本はアース・スター エンターテイメントより既刊2巻が刊行されている。

## あらすじ
桜ヶ池ヒメが好意を持つ幼馴染・米沢アキラは高校生になると「女の子」として生きることを決意して、セーラー服でヒメとともに登校する。トランスジェンダーに理解がない担任やクラスメイトに腹を立てたヒメは翌日からアキラの両親がアキラのために買っていた学ランを着て登校するようになる。

## 登場人物
桜ヶ池ヒメ（さくらがいけ ヒメ）
高校1年女子。12歳の時に幼馴染のアキラがトランスジェンダーであることを知るが、それ以降も変わらずアキラと接しており、好意を持っている。
米沢アキラ（よねざわ アキラ）
高校1年。ヒメの幼馴染でクラスメイトの男子。トランスジェンダーで高校から「女の子」として生きることを決意する。
種野あんず
アキラやヒメとは違うクラスの女子生徒。アキラを気に入る。
石山ユッカ
あんずと行動をともにしている女子生徒。校内で金髪にしており、ピアスをつけている。
佐々木先生
数学教師。担任でも副担任でもないが、ヒメやアキラを気にかける。

## 書誌情報
- たかせうみ 『かのじょになりたい君と僕』アース・スター エンターテイメント〈アース・スターコミックス〉、既刊2巻（2019年8月10日現在）
  1. 2019年4月12日発売、ISBN 978-4-8030-1285-9
  2. 2019年8月10日発売、ISBN 978-4-8030-1322-1